# Otto Heinrich Bechtle
Otto Heinrich Bechtle (* 22. Juli 1860 in Mór; † 30. April 1941 in Stuttgart) war ein deutscher Verwaltungsjurist.

## Leben
Bechtles Vater war Ingenieur. Er selbst besuchte das Gymnasium Heilbronn und studierte von 1878 bis 1883 Rechts- und Regiminalwissenschaften in Berlin, Leipzig und Tübingen. Bis 1889 betrieb er Privatstudien, 1888 wurde er in Tübingen im Fach Staatswissenschaften promoviert. Ab 1891 arbeitete er zunächst als Staatsassistent bzw. stellvertretender Amtmann in den Oberämtern Herrenberg und Hall sowie in der Stadtdirektion Stuttgart. Von 1892 bis 1895 bekleidete er den Posten des Amtmanns im Oberamt Öhringen, anschließend war er bis 1896 Hilfsarbeiter im Ministerium des Innern in Stuttgart. Zwischen 1896 und 1900 war er in der Regierung des Donaukreises Ulm und in der Regierung des Jagstkreises Ellwangen eingesetzt. Oberamtmann im Oberamt Brackenheim blieb er nur ein Jahr von 1900 bis 1901, als er Vorsitzender des SchiedsgerichtsIII für Arbeiterversicherung in Reutlingen wurde. Von 1902 bis 1907 war Bechtle als Regierungsrat in der Zentralstelle für Gewerbe und Handel in Stuttgart tätig. 1907 ging er ans Innenministerium nach Stuttgart, wo er bis zum Ministerialdirektor aufstieg. 1925 wurde er pensioniert.